# Чечуро Геннадій Семенович
Чечу́ро Генна́дій Семе́нович (рос. Чечу́ро Генна́дий Семёнович; 30 серпня 1939, Воронеж — 23 червня 2000, Київ) — радянський український баскетбольний тренер. Заслужений майстер спорту СРСР (1967).

## Біографія
Народився 30 серпня 1939 року в Воронежі. Ігрову кар'єру починав у Вінниці, де вчився у педінституті на факультеті фізвиховання, в 1956—1958 роках виступав за «Буревісник» (Вінниця). Незабаром за баскетболістом приїхали з Києва і відвезли в армійський клуб до Наполеона Каракашьяна. Практично всю свою кар'єру Чечуро провів у київському СКА. Грав за різні збірні: Києва, України, СРСР. На Спартакіаді народів СРСР 1963 року збірна України, багато в чому завдяки Чечуро, який блискуче провів ключовий поєдинок з командою Грузії, зайняла друге місце.

Могила Геннадія Чечуро

У 1967 році, Чечуро був запрошений до збірної СРСР, яка виграла чемпіонат світу в Уругваї. Він стає чемпіоном світу і заслуженим майстром спорту.
Після закінчення ігрової кар'єри Чечуро повернувся в СКА, де працював на тренерських та адміністративних посадах. В останні роки він був президентом БК ЦСКА. Йому вдалося відродити колишню славу армійського клубу, залучити до лав команди найкращих українських гравців. При серйозних фінансових проблемах армійцям вдалося гідно виступити і в чемпіонаті України, і в Кубку Корача.
Жив у Києві. Помер 23 червня 2000 року. Похований на Берковецькому кладовищі.